# Gas real
Els gasos reals –en contraposició als gasos ideals– tenen propietats que no es poden explicar enterament a partir de la llei dels gasos ideals. Per entendre el comportament dels gasos reals cal tenir en compte els següents punts:
- Efectes de la compressibilitat
- Capacitat tèrmica específica variable
- Forces de van der Waals
- Efectes termodinàmics del no-equilibri
- Dissociacions moleculars i reaccions elementals de composició variable

Per la majoria d'aplicacions pràctiques no cal fer una anàlisi tan detallada, i l'aproximació al gas ideal es pot fer a partir de models que donen un resultat d'una precisió acceptable. Els models, però, s'han d'aplicar en condicions especials, com ara en el punt de condensació, prop d'un punt crític, sota pressions molt elevades, etc.

## Models

Isotermes d'un gas real (esquemàtic)
Corbes blau fosques: isotermes sota la temperatura crítica. Seccions verdes: estats metaestables.
Secció a l'esquerra del punt F: líquid normal.
Punt F: punt d'ebullició.
Línia FG: Vequilibri de les fases líquida i gasosa.
Secció FA: líquid superescalfat.
Secció F′A – líquid estirat (p<0).
Secció AC: continuació analítica de la isoterma, físicament impossible.
Secció CG: vapor superrefredat.
Punt G: punt de rosada.
Línia a la dreta del punt G: gas normal.
Les àrees FAB i GCB són iguals.
Corba vermella: isoterma crítica.
Punt K: punt crític.
Corbes blau clares: isotermes supercrítiques

### Model de van der Waals
Els gasos reals se solen modelar tenint en compte el seu pes molar i volum molar amb l'equació de van der Waals:
{\displaystyle RT=\left(P+{\frac {a}{V_{m}^{2}}}\right)(V_{m}-b)}
On P és la pressió, T és la temperatura, R és la constant dels gasos i Vm el volum molar. a i b són paràmetres que es determinen empíricament per cada cas, però de vegades s'estimen a partir de la temperatura crítica (Tc) i la pressió crítica (Pc) amb les següents relacions:
{\displaystyle a={\frac {27R^{2}T_{c}^{2}}{64P_{c}}}}
{\displaystyle b={\frac {RT_{c}}{8P_{c}}}}

### Model de Redlich–Kwong
L'equació de Redlich–Kwong és una altra equació de dos paràmetres utilitzada per modelar gasos reals. Quasi sempre és més acurada que l'equació de van der Waals, i també sovint més acurada que algunes equacions de més de dos paràmetres. L'equació és:
{\displaystyle RT=P(V_{m}-b)+{\frac {a}{V_{m}(V_{m}+b)T^{\frac {1}{2}}}}(V_{m}-b)}
On a i b són dos paràmetres empírics diferents que els paràmetres de l'equació de van der Waals. Es determinen de la següent manera:
{\displaystyle a=0.4275{\frac {R^{2}T_{c}^{2.5}}{P_{c}}}}
{\displaystyle b=0.0867{\frac {RT_{c}}{P_{c}}}}

### Model de Berthelot i model de Berthelot modificat
L'equació de Berthelot (anomenada en honor de D. Berthelot és la següent:
{\displaystyle P={\frac {RT}{V_{m}-b}}-{\frac {a}{TV_{m}^{2}}}}
La versió modificada és més precisa:
{\displaystyle P={\frac {RT}{V_{m}}}\left[1+{\frac {9P/P_{c}}{128T/T_{c}}}\left(1-{\frac {6}{(T/T_{c})^{2}}}\right)\right]}

### Model de Dieterici
Aquest model (anomenar en honor de C. Dieterici) actualment ja cau en desús. És:
{\displaystyle P=RT{\frac {\exp {({\frac {-a}{V_{m}RT}})}}{V_{m}-b}}}

### Model de Clausius
L'equació de Clausius (anomenada en honor de Rudolf Clausius) és una equació simple de tres paràmetres:
{\displaystyle RT=\left(P+{\frac {a}{T(V_{m}+c)^{2}}}\right)(V_{m}-b)}
On:
{\displaystyle a={\frac {27R^{2}T_{c}^{3}}{64P_{c}}}}
{\displaystyle b=V_{c}-{\frac {RT_{c}}{4P_{c}}}}
{\displaystyle c={\frac {3RT_{c}}{8P_{c}}}-V_{c}}
Vc és el volum crític.

### Model de virial
L'equació de virial deriva del tractament de pertorbacions de la mecànica estadística:
{\displaystyle PV_{m}=RT\left(1+{\frac {B(T)}{V_{m}}}+{\frac {C(T)}{V_{m}^{2}}}+{\frac {D(T)}{V_{m}^{3}}}+...\right)}
O alternativament
{\displaystyle PV_{m}=RT\left(1+{\frac {B^{\prime }(T)}{P}}+{\frac {C^{\prime }(T)}{P^{2}}}+{\frac {D^{\prime }(T)}{P^{3}}}+...\right)}
On A, B, C, A′, B′, i C′ són constants que depenen de la temperatura.

### Model de Peng–Robinson
Aquesta equació de dos paràmetres (anomenada en honor de D.-Y. Peng i D. B. Robinson) té la propietat interessant que és útil també per modelar alguns líquids:
{\displaystyle P={\frac {RT}{V_{m}-b}}-{\frac {a(T)}{V_{m}(V_{m}+b)+b(Vm-b)}}}

### Model de Wohl
L'equació de Wohl (anomenada en honor d'A. Wohl) es formula en termes de volum crític, per la qual cosa és útil si no es coneixen les constants de gasos.
{\displaystyle RT=\left(P+{\frac {a}{TV_{m}(V_{m}-b)}}-{\frac {c}{T^{2}V_{m}^{3}}}\right)(V_{m}-b)}
On:
{\displaystyle a=6P_{c}T_{c}V_{c}^{2}}
{\displaystyle b={\frac {V_{c}}{4}}}
{\displaystyle c=4P_{c}T_{c}^{2}V_{c}^{3}}.

### Model de Beattie–Bridgeman
Aquesta equació es basa en cinc constants determinades experimentalment. S'expressa com:
{\displaystyle P={\frac {RT}{v^{2}}}\left(1-{\frac {c}{vT^{3}}})\right)(v+B)-{\frac {A}{V^{2}}}}
On:
{\displaystyle A=A_{0}\left(1-{\frac {a}{v}}\right)}
{\displaystyle B=B_{0}\left(1-{\frac {b}{v}}\right)}
Aquesta equació és raonablement acurada per densitats de fins a 0.8ρcr, on ρcr és la densitat de la substància al punt crític. Les constants s'extreuen de la taula següent, on P és en kPa, v és en m³/kmol, T és en K i R és la constant dels gasos.
| Gas               | A0       | a        | B0      | b         | c         |
| ----------------- | -------- | -------- | ------- | --------- | --------- |
| Aire              | 131,8441 | 0,01931  | 0,04611 | -0,001101 | 4,34×10^4 |
| Argó              | 130,7802 | 0,02328  | 0,03931 | 0,0       | 5,99×10^4 |
| Diòxid de carboni | 507,2836 | 0,07132  | 0,10476 | 0,07235   | 6,60×10^5 |
| Heli              | 2,1886   | 0,05984  | 0,01400 | 0,0       | 40        |
| Hidrogen          | 20,0117  | -0,00506 | 0,02096 | -0,04359  | 504       |
| Nitrogen          | 136,2315 | 0,02617  | 0,05046 | -0,00691  | 4,20×10^4 |
| Oxigen            | 151,0857 | 0,02562  | 0,04624 | 0,004208  | 4,80×10^4 |

### Model de Benedict–Webb–Rubin
L'equació de Benedict–Webb–Rubin, o equació de BWR, és:
{\displaystyle P=RTd+d^{2}\left(RT(B+bd)-(A+ad-a{\alpha }d^{4})-{\frac {1}{T^{2}}}[C-cd(1+{\gamma }d^{2})\exp(-{\gamma }d^{2})]\right)}
On d és la densitat molar i a, b, c, A, B, C, α i γ són constants empíriques. Cal notar que la constant γ és una derivada de la constant α i, per tant, és quasi igual a 1.